# Undefeated
Pour plus de détails, voir Fiche technique et Distribution.
Undefeated est un film documentaire américain réalisé, photographié et monté par Daniel Lindsay et T.J. Martin sorti le 10 février 2012. Il a remporté en 2012 l'Oscar du meilleur documentaire.

## Synopsis
À Memphis en 2009, le portrait de jeunes joueurs de football américain de l'équipe des Tigers de Manassas.

## Fiche technique
- Titre original : Undefeated
- Titre français :
- Titre québécois :

- Réalisation : Daniel Lindsay et T.J. Martin
- Scénario : Manish Pandey
- Direction artistique :
- Décors :
- Costumes :
- Photographie : Daniel Lindsay et T.J. Martin
- Son :
- Montage : Daniel Lindsay et T.J. Martin
- Musique : Michael Brook, Daniel McMahon et Miles Nielsen
- Production : Ed Cunningham, Seth Gordon, Daniel Lindsay, Rich Middlemas et Glen Zipper
- Société(s) de production : Five Smooth Stones Productions, Level 22 Productions, Spitfire Pictures, Zipper Bros Films
- Société(s) de distribution :  : The Weinstein Company
- Budget :
- Pays d’origine :  États-Unis
- Langue : Anglais

- Format : Couleurs - 35mm - 1.85:1 - Son Dolby numérique
- Genre cinématographique : Film documentaire
- Durée : 113 minutes
- Date de sortie :
- États-Unis : 13 mars 2011 (South by Southwest)
- États-Unis : 10 février 2012

## Distribution
Dans leurs propres rôles :
- Montrail Brown
- O.C. Brown
- Bill Courtney
- Chavis Daniels

## Distinctions
- 2012 : Oscar du meilleur film documentaire